# N barré horizontalement
Ne doit pas être confondu avec Ꞥ ou ₦.
N barré (majuscule : N, minuscule : n) est une lettre additionnelle de l’alphabet latin utilisée dans l’écriture du havasupai et du resígaro.
Cette lettre est formée d’un N diacrité avec une barre inscrite. Elle n’est pas à confondre avec le N barre oblique ‹ Ꞥ, ꞥ ›.

## Utilisation
Dans certaines inscriptions épigraphiques latines, le N barré a été utilisé comme symbole abréviatif pour nummum,.

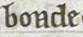
N barré dans bonde dans le manuscrit Stockholm B 74, 32v.
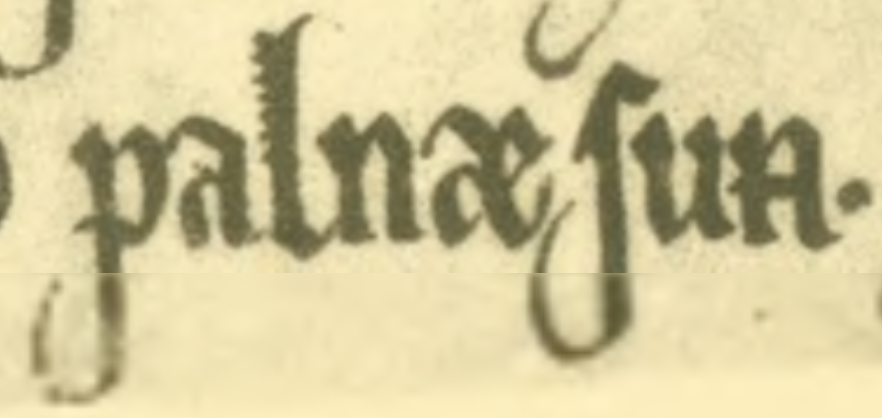
N barré dans palnæ sun dans le manuscrit K 1241 Corpus diplomatum regni Danici no 27.

Le n barré est utilisé dans le manuscrit Stockholm B 74 du Skånske Lov (da) écrit au XIIIe siècle ou le manuscript K 1241 Corpus diplomatum regni Danici no 27, pour noter une consonne nasale alvéolaire voisée palatalisée [nʲ],,,,, ou dans le digramme ‹ ng › pour noter une consonne nasale vélaire voisée [ŋ].
Le N barré est utilisé dans la notation atomique de Jöns Jacob Berzelius, utilisé à partir de 1827 au XIXe siècle, où les symboles avec une lettre initiale barrée représentent deux atomes, par exemple dans N et Ne pour deux atomes d’azote et deux atomes de néon,.
Un N barré est utilisé pour représenter une consonne nasale alvéolaire voisée préglottalisée [ʔn], ou dans les digrammes ‹ nh › et ‹ ng › représentant une consonne nasale palatale voisée préglottalisée [ʔɲ] et une consonne nasale vélaire voisée préglottalisée [ʔŋ], dans l’orthographe jaraï utilisée par Pierre-Bernard Lafont dans quelques publications de l’École française d’Extrême-Orient des années 1960,.
Dans les travaux de Trevor R. Allin sur le resígaro publié dans les années 1970, le n barré ‹ n › est utilisé pour transcrire une consonne nasale alvéolaire dévoisée [n̥].
D. W. Arnott utilise la majuscule N barré pour représenter une consonne nasale homorganique dans une description du peul de 1970.
William Everett Welmers utilise le n barré pour transcrire une consonne nasale dentale voisée [n̪] dans la transcription du murle dans un ouvrage publié en 1974.
En havasupai, le n barré est utilisé pour transcrire une consonne nasale vélaire voisée [ŋ].
Ábel Kráľ (sk) utilise le n barré dans son système de transcription du slovaque, notamment utilisé dans Pravidlá slovenskej výslovnosti (sk) publié en 1984. Il est utilisé dans plusieurs ouvrages de phonétique ou phonologie slovaque,.
Celle-ci représente une consonne nasale vélaire voisée descendue [ŋ̞].
En 2005 et 2009, Frank Seidel utilise le n barré ‹ n ›, ainsi que le m barré ‹ m ›, le ŋ barré ‹ ŋ › et le ɱ barré ‹ ɱ ›, dans la transcription de langues bantoues de la Bande de Caprivi,.
En 2006, Hank Nater utilise le n barré dans la transcription du tahltan pour représenter la consonne nasale alvéolaire dévoisée [n̥].

## Représentation informatique
Le n barré n’a pas de représentation informatique standardisée. Il peut être présenté à l’aide de formatage sur la lettre N ‹ N, n › ou en combinant la lettre N avec une diacritique barre courte couvrante ‹ N̵, n̵ › ou un diacritique barre longue couvrante ‹ N̶, n̶ ›.